# Oliarus kenyensis
Oliarus kenyensis är en insektsart som beskrevs av Van Stalle 1987. Oliarus kenyensis ingår i släktet Oliarus och familjen kilstritar. Inga underarter finns listade i Catalogue of Life.